# ミルレロヴォ空軍基地攻撃
ミルレロヴォ空軍基地攻撃（ミルレロヴォくうぐんきちこうげき）は、2022年2月25日、ロシアのロストフ州ミレロボで、 2022年のロシアのウクライナ侵攻中に発生した。ウクライナ当局によると、ウクライナ軍はOTR-21トーチカミサイルでミレロボ空軍基地を攻撃し、ロシア空軍の飛行機を破壊し、空軍基地にで火災が発生した。

## 背景
ミルレロヴォは、ロシアのロストフ州にある町で、ルハンシクから約80 kmの場所にある。ルハンシクは、ロシアと国境を接するドンバス地域の領土であり、ドンバス戦争の開始以来、ロシアの反政府勢力が一部を支配していた。

## 攻撃
地元法執行機関の関係者は地元紙コムソモリスカヤ・プラウダに対し、ウクライナのトーチカUミサイルが施設を直撃したと語った。また別の地元紙ロストフ・ガゼータは、この攻撃はウクライナの武装部隊によって行われたと報じた。 
ウクライナ最大のオンラインメディアCensor.netの編集長ユーリ・ブトゥーソブは、この攻撃を「ウクライナ軍の戦史の中で最も成功した作戦の一つで、プーチンが隠すことができない敗北」と呼んだ。
ウクライナ軍はこの攻撃を公式にコメントしなかったが、ロシア軍によるウクライナの都市への砲撃に対抗して開始されたと伝えられている。しかし、ウクライナ空軍の司令部はFacebookの公式ページで、ミレロヴォ空軍基地で火災が発生している投稿を公開し、「おや、誰か来たようだ」とコメントした。

### 結果
複数名が負傷したと報告されており 、ツイートされた画像から確認できる限り、少なくともスホーイSu-30SM 1機が地上で破壊された。しかし、ウクライナ当局と軍事専門家は、少なくとも2機のロシアのSu-30SM戦闘機が地上で破壊されたと主張している。